# Frans Houben
Pour les articles homonymes, voir Houben.
Franciscus (Frans) Houben, né le 22 décembre 1907 à Berlaar et décédé le 11 septembre 1975 à Malines fut un homme politique belge socialiste.

## Biographie
Houben fut assistant social et ergologue de formation ; il fut tailleur de diamants, typographe et donna cours en législation sociale.
Il fut élu conseiller communal (1945-1975), échevin (1947-1954 ; 1973-1974) de Malines, conseiller provincial d'Anvers (1945-1954) en suppléance de Alfons Franssens, démis pour indignité et sénateur (1954-1968) de l'arrondissement de Malines-Turnhout en suppléance de Jozef Verbert, décédé.
Il fut créé chevalier de l'ordre de Léopold (1968) et décoré de la médaille civique d'ancienneté de service 1re classe Or (1972).

## Généalogie
- Il fut fils de Gommarus (°1873-) et Rosalia Timmermans (°1864-).
- Il épousa Joanna Verheyen.